# Markówka
Markówka – wieś w Polsce, położona w województwie łódzkim, w powiecie pabianickim, w gminie Dobroń.
W latach 1975–1998 miejscowość administracyjnie należała do województwa sieradzkiego. 
Wieś powstała w 1802 r. jako kolonia niemieckich osadników, przez dwa lata nazywała się Hochweiler. W 1822 r. mieszkało tu 167 osób, w końcu wieku 288 osób, a w 1921 r. 222, z czego 211 wyznawało protestantyzm. Na pocz. wieku XX wybudowano szkołę, był też kantorat. Wieś należała do parafii ewangelickiej w Pabianicach. Mieszkańcy akcentowali swą odrębność narodową. Po II wojnie św. wieś została opuszczona, utworzono tu PGR.